# Chlorotettix nimbuliferus
Chlorotettix nimbuliferus är en insektsart som beskrevs av Berg 1884. Chlorotettix nimbuliferus ingår i släktet Chlorotettix och familjen dvärgstritar. Inga underarter finns listade i Catalogue of Life.